# Estrecho de Kara
El estrecho de Kara (del ruso: Пролив Карские Ворота, Proliv Karskiye Vorota) es un estrecho situado en el ártico de Rusia, que conecta las aguas del mar de Kara y las del mar de Pechora, el brazo suroriental del mar de Barents. 
Localizado entre la punta norte de la isla Vaigach y la punta sur de la isla Yuzhny del archipiélago de Nueva Zembla, tiene una anchura de 56 km y una longitud de 33 km. Administrativamente pertenece a Nenetsia, un distrito autónomo del óblast de Arjánguelsk.
El estrecho de Kara fue una importante vía marítima en los inicios de la exploración de la Ruta del Mar del Norte, uno de los dos estrechos, junto con el estrecho Yugorsky, que abrían el camino del mar de Kara.